# Juan Casacuberta
Juan Casacuberta, noto anche come Juan Aurelio Casacuberta (Buenos Aires, novembre 1798 – Santiago del Cile, 23 settembre 1849), è stato un attore teatrale, ballerino e cantante argentino.

## Biografia
Juan Casacuberta nacque da una famiglia povera e quindi non ebbe un'istruzione formale. Da giovane difese la città di Montevideo durante il conflitto con il Brasile. In quella città imparò il mestiere di sarto.
Negli anni dieci dell'Ottocento si dedicò alla sartoria teatrale, attività di cui era appassionato. Determinato a fare l'attore, fece il suo debutto nel teatro più importante della città nel 1817. L'anno successivo si trasferì a Buenos Aires e si esibì al teatro Coliseo.
Juan Casacuberta si mise in evidenza come interprete di farse (sainetes), ottenendo i primi consensi e successi dal 1818.
Impiegò un po' più di tempo per farsi apprezzare anche nel repertorio drammatico, del quale possiamo ricordare l'Otello e il Marin Faliero.
Interpretò le opere in auge ai suoi tempi, ma si distinse per opporsi alla tradizione enfatica e declamatoria della recitazione spagnola, utilizzando invece uno stile più semplice, più naturale, direttamente influenzato dalla lezione di François-Joseph Talma, attore francese noto come innovatore dello stile recitativo.
Nei suoi anni migliori, dal 1831 al 1838, Casacuberta si esibì non solamente a Buenos Aires, ma anche a Montevideo e a Rio de Janeiro.
Esule politico in Cile, a partire dal 1841, diede un notevole contributo al teatro di questo paese.
Per un breve periodo ha cercato di partecipare alla politica e ha scritto alcuni articoli per la stampa cilena. A metà del 1842 tornò sulla scena e divenne l'attore preferito dei cileni. Ha anche fatto un tour di successo a Lima, in Perù.
Morì di infarto a Santiago del Cile nel settembre 1849, al termine di una commedia, dopo aver ringraziato il pubblico per i calorosi applausi.